# Сондерс, Чарльз
Сэр Чарльз Сондерс (англ. Charles Saunders; 3 июля 1715, Донкастер, Йоркшир и Хамбер — 7 декабря 1775, Лондон) — британский адмирал (1770), парламентарий и государственный деятель.

## Биография
Родился около 1715 года. В 1727 года поступил мичманом на Королевский флот. Плавал на различных кораблях. В 1747 года, будучи уже капитаном корабля «HMS Gloucester», командовал им во Втором сражении у мыса Финистерре в ходе Войны за австрийское наследство.
В 1751 году подающий большие надежды капитан выгодно женился на мисс Бак, дочери лондонского банкира.
В 1752 году Сондерс был повышен до командора и назначен командующем эскадрой, крейсировавшей у берегов Ньюфаундленда. В 1756 году получил звание контр-адмирала, и, с началом Семилетней войны, был отправлен в Гибралтар в качестве заместителя командующего Средиземноморским флотом. В январе 1757 года был назначен главнокомандующим Средиземноморским флотом и оставался на этом посту до мая того же года. В октябре 1758 года Сондерс был назначен главнокомандующим британским флотом в проливе Ла-Манш и занимал этот пост до мая 1759 года. 
В январе 1759 года Сондерс принял командование эскадрой, которой было поручено доставить войска генерала Джеймса Вольфа в Квебек. Он успешно выполнил эту задачу и смог обеспечить дальнейшее снабжение британской армии всем необходимым. В результате, хотя генерал Вольф погиб в сражении, по итогам Семилетней войны Квебек и вся Канада перешли от Франции к Британии. 
В 1759 году Сондерс получил звание вице-адмирала, а в 1761 года был награждён орденом Бани. В мае 1762 года, в ходе Англо-испанской войны, корабли из эскадры Сондерса преследовали и захватили поблизости от Кадиса 26-пушечный испанский фрегат «Гермиона», нагруженный золотом. Получив призовые деньги, адмирал Сондерс вложил их в приобретение двух поместий: Гантон в Саффолке и в Фишли в Норфолке в том же 1762 году. 
Несмотря на то что Сондерс проводил много времени в море, одновременно с этим он с 1750 года являлся членом Палаты общин британского парламента, сперва от Плимута, а затем от местечка в Йоркшире. С 1754 года Сондерс также был казначеем Гринвичского морского госпиталя, а с конца 1755 года — (финансовым) контролёром Королевского флота.
По окончании Семилетней войны, Сондерс в 1765 году занял должность старшего (с 1765) а затем первого (с 1766 года) лорда Адмиралтейства, однако, из-за разногласий с премьер-министром Уильямом Питтом-старшим покинул эту должность в том же году.
В 1770 году Сондерс был повышен до полного адмирала.
Адмирал Сондерс скончался в 1775 году в своем доме в Лондоне и был похоронен в Вестминстерском аббатстве. Известный мореплаватель капитан Джеймс Кук, служивший под началом Сондерса во время экспедиции в Канаду, назвал его именем мыс Сондерс в Новой Зеландии.